# Nešto što kje ostane
Nešto što kje ostane (Makedoniska alfabetet: Нешто што ќе остане; Engelska: Something that will remain) är en sång av det makedonska bandet Next Time. Låten representerade landet i Eurovision Song Contest 2009 i Moskva, Ryssland. Text och musik är skriven av Damjan Lazarov, Jovan Jovanov och Elvir Mekić.